# Lill-Dalkarlstjärnen
Lill-Dalkarlstjärnen är en sjö i Nordmalings kommun i Ångermanland och ingår i Husåns huvudavrinningsområde.